# Зеленовка (Приморский район)
Зелено́вка (укр. Зеленівка) — село,
Зеленовский сельский совет,
Приморский район,
Запорожская область,
Украина.
Код КОАТУУ — 2324882001. Население по переписи 2001 года составляло 1014 человек.
Является административным центром Зеленовского сельского совета, в который, кроме того, входят село
Нельговка и посёлок
Нельговка.

## Географическое положение
Село Зеленовка находится на левом берегу реки Лозоватка, недалеко от её истоков,
ниже по течению на расстоянии в 3 км расположено село Юрьевка.
Через село проходит автомобильная дорога Р-37.

## История
- 1862 год — дата основания как село Зелёное на месте ногайского поселения План-он-эки болгарами-переселенцами из Импуциты[2].
- В 1918 году переименовано в село Зеленовка.

## Экономика
- «Агроплюс-Сервис», ООО.

## Объекты социальной сферы
- Школа.
- Детский сад.
- Дом культуры.
- Врачебная амбулатория.

## Достопримечательности
- Братская могила 16 советских воинов.
- Церковь в честь св. благоверного князя Александра Невского.